# Борисова Марія Олегівна
Марія Олегівна Борисова (нар. 28 липня 1997 року) — російська ватерполістка, захисниця СКІФ ЦСП «Крилатське» і збірної Росії. Заслужений майстер спорту Росії (2016).

## Кар'єра
Срібний призер Кубка Росії (2013). Учасниця чемпіонату Європи 2014 року. Бронзовий призер першості світу (2015).
Бронзовий призер Олімпійських ігор (2016). За підсумками виступу в Ріо-де-Жанейро нагороджена медаллю ордена «За заслуги перед Вітчизною» II ступеня (25 серпня 2016 року) і удостоєна почесного звання заслужений майстер спорту Росії.
Навчається в Російському державному університеті фізичної культури, спорту, молоді і туризму.